# Nouvelles Éditions ivoiriennes
Les Nouvelles Éditions ivoiriennes (NEI) sont une maison d'édition fondée en juillet 1992 en Côte d'Ivoire, au même moment que les Nouvelles Éditions africaines du Sénégal (NEAS). Elles sont le fruit d’une volonté politique des autorités ivoiriennes et s'intègrent dans un plan de relance économique. Elles font partie du groupe Hachette Livre.

## Historique
L'édition commence en Côte d'Ivoire en 1960, avec l'accession du pays à la souveraineté nationale. Voulant promouvoir et diffuser la littérature africaine par le biais d’un marché transnational, Léopold Sédar Senghor crée en 1972 les Nouvelles éditions africaines (NEA) dont le capital est réparti à parts égales entre les États du Sénégal, du Togo et de Côte d'Ivoire. 
Les NEI héritent des NEA ; cependant, à la suite de la dissolution des NEA en décembre 1988, l’État ivoirien décide de poursuivre cette promotion et crée par arrêté,, le Bureau ivoirien des nouvelles éditions africaines (Binea) ; ce dernier est privatisé en 1992, lors de la signature d’un accord entre l'État et certains investisseurs français et ivoiriens. Il résulte de ce protocole, la naissance des Nouvelles éditions ivoiriennes. 
En 2008, l'État ivoirien est toujours présent dans cette maison d’édition-diffusion. Il y possède des parts et siège au conseil d’administration. Les principaux investisseurs des NEI sont le français Edicef (filiale du groupe Hachette) et l'ivoirien Edipresse. Les NEI sont cotées à la Bourse régionale des valeurs mobilières (BRVM).

## Organisation
La direction actuelle des Nouvelles Éditions ivoiriennes est animée par Guy Lambin, Directeur, qu'assistent notamment Roger Oze, responsable commercial et l'écrivain Isaie Biton Koulibaly, responsable littéraire.
La diffusion et la distribution des titres des Nei sont l'affaire des Nei à Abidjan, de Edipresse en Côte d'Ivoire et de Edicef (groupe Hachette Livre International) dans le reste de l’Afrique et en Europe. Aussi Nei emploie désormais une quarantaine de personnes.
Dans la répartition de leurs activités, les Nei consacrent 15 % de leur travail à la littérature générale et à la littérature de jeunesse, et les autres 85 % sont consacrés à l’édition et à la distribution des titres de manuels de l’enseignement primaire et secondaire de Côte d’Ivoire. Les Nei ont ainsi réparti leurs activités dans le but de répondre à leurs objectifs, à savoir l’édition de livres scolaires en quantité et qualité suffisantes, alliée à une impression « bon marché » favorisant la diffusion dans les pays francophones. À côté de cela, les Nei désirent en plus de promouvoir la littérature africaine d’expression française et ses auteurs, révéler leurs traditions culturelles, cette intention est manifeste dans le domaine de la littérature jeunesse.

## Les spécialités des Nei
L'évolution constante des catalogues des Nei les emmène à aborder en plus de la littérature romanesque, tous les genres de la création littéraire africaine d'expression française : les poésies, les essais, les bandes dessinées, les ouvrages de référence, parascolaire, ce qui leur a permis d'avoir à leur actif pas moins de 250 titres. Ainsi cette structure a su en outre proposer des collections de littérature populaire qui sont de véritables succès en Afrique, notamment la collection sentimentale « Adoras », le Harlequin ivoirien, des romans policiers et d’espionnage, des manuels d’enseignement supérieur, la littérature parascolaire, et la littérature d’éveil.

## Les atouts des Nei
Les Nei bénéficient de nombreux atouts :
- Économie

La Côte d'Ivoire est un pays prospère. Il demeure un pays essentiel dans la sous-région du fait de son dynamisme et de l'essor de son marché.
- Éducation

Le taux de scolarisation est élevé en Côte d'Ivoire et il est l'un des plus forts d'Afrique noire avec 74 % des différentes classes d'âge.
- Écrivains

La Côte d'Ivoire possède une grande richesse intellectuelle et culturelle. En effet, le pays a donné à l'Afrique plusieurs écrivains. Le nombre de prix littéraires de ce pays est l'un des plus élevés du continent. On peut citer au passage : Ahmadou Kourouma, Bernard B. Dadié, Jean-Marie Adiaffi, Maurice Bandaman Kouakou, Vincent Bouillat, Kitia Touré, Fatou Keïta, Tanella Boni, Véronique Tadjo, Aké Loba, Georges Niangoran-Bouah, Amon d'Aby, Zadi Zaourou.

## Catégorie des produits des Nei[4]
- Littérature générale
  - Romans - Hors Collection
  - Romans - Collection Calliope
  - Romans - Collection Adoras
  - Romans - Collection Plaisir de lire
  - Collection ENIGMAS
  - Nouvelles
  - Poésie
  - Contes et Légendes
  - Jeux et Théâtre
  - Droit - Économie et Développement
  - Religion et Histoire
  - Sociologie - Ethnologie
  - Art - Décor - Mobilier
- Littérature enfantine et de jeunesse
  - Collection Bois sacré
  - Hors Collection
  - Bandes dessinées
- Enseignement
  - Préscolaire et Primaire
  - Secondaire
  - Technique et Supérieur
- English publication

## Fusion avec le CEDA
En 2012, les NEI réalisent une fusion-absorption avec le Centre d'édition et de diffusion africaines.